# Гультяй, Павел Михайлович
Павел Михайлович Гультяй (1907—1964) — русский советский писатель, журналист и драматург.

## Биография
Родился в семье рабочего Путиловского завода.
Окончил школу второй ступени в с. Пустошка.
В 1926 г. работал в волостном рабочем комитете работников земли и леса в Пустошке.
С 1926 г. слесарь городской водной станции в г. Кронштадте.
С 1928 г. секретарь комитета ВЛКСМ в школе рабочей молодёжи в г. Кронштадте.
С 1929 г. работал ответственным секретарём районного управления шефского общества в г. Кронштадте.
С 1930 г. назначен военным работником райкома ВЛКСМ в г. Кронштадте.
С 1931 г. — ответственный секретарь районной газеты «Вперёд» в г. Ораниенбауме.
С 1932 г. — редактор газеты «Полярный Нивастрой» в г. Кандалакше.
С 1935 г. заведующий партийным отделом республиканской ежедневной газеты «Красная Карелия» в г. Петрозаводске.
С 1937 г. управляющий трестом Карелкино в г. Петрозаводске.
С 22 июля 1939 г. назначен директором Карельской госфилармонии.
Участвовал в советско-финской войне — с 17 сентября 1939 г. по 19 мая 1940 г. являлся инструктором политдела 18-й Краснознаменной Ярославской дивизии. Награждён орденом Красного Знамени.
С 15 июня 1940 по 15 февраля 1941 г. — и. о. начальника Управления по делам искусств Карело-Финской ССР. Награждён медалями «За оборону Заполярья», «За доблестный труд в годы Великой Отечественной войны 1941—1945 гг.».
С 19 февраля 1941 г. — директор Карело-Финской государственной филармонии.
В годы Великой Отечественной войны — заместитель начальника политотдела Кировской железной дороги.
С 1944 г. — заместитель начальника Управления по делам искусств при Совете Министров Карело-Финской ССР.
С 1954 г. — на литературной работе, заведующий отделом прозы и член редакционной коллегии журнала «На рубеже».
Автор пьес «Два берега» (1955), «Ветер в лицо» (1958), «Любой ценой» (1959), перевода на русский язык пьесы У. Викстрема «Новые друзья», литературной обработки очерка «Из истории Онежского завода».

## Избранные сочинения
- Гультяй П. М. Зерна будущего [Текст] : Очерк [об ученом-селекционере И. А. Петрове]. — Петрозаводск : Госиздат КФССР, 1956. — 28 с
- Гультяй П. М. Стремление [Текст] : [Сеточник Кондопожского целлюлозно-бумажного комбината В. В. Егоров] : Очерк. — Петрозаводск : Госиздат Карельской АССР, 1961. — 38 с
- Гультяй П. М. Здравствуйте, люди! : документальная повесть / Павел Гультяй. — Петрозаводск : Карелия, 1971. — 75 с.
- Гультяй П. М. Ветер в лицо : пьеса в 3 д., 7 карт. / П. Гультяй; [под ред. В. Пименова]. — Петрозаводск : Государственное издательство Карельской АССР, 1958. — 66 с
- Брызгалов А. Н. Онежский завод / А. Н. Брызгалов; [литпомощь: П. М. Гультяй]. — Петрозаводск : Государственное издательство Карельской АССР, 1957. — 125, [2] с.
- Костер на острове: Рассказы / [Вступит. статья В. Иванова]. — Петрозаводск : Госиздат Карел. АССР, 1960. — 199 с
- Гультяй П. М. Твое место в жизни [Текст] : (Ветер в лицо) : Пьеса в 3 д., 7 карт. / Павел Гультяй ; Отв. ред. Л. Барулина. — Москва : Отд. распространения драм. произведений ВУОАП, 1961. — 79 с.